# Balet v Rusku

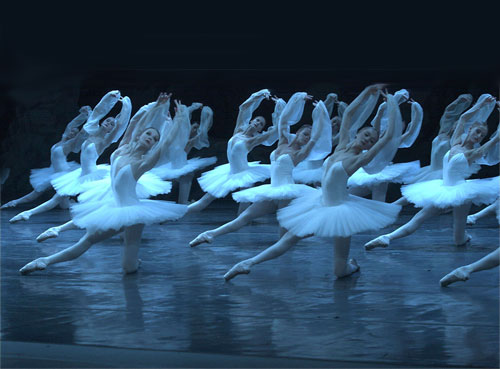
Království stínů z baletu Mariuse Petipy Bajadéra (1877)

Balet v Rusku (rusky: Русский балет) je hudební a taneční divadelní žánr, který se objevil v moskevském státě v 17. století, a dále se rozvíjel v dramaturgii, hudbě, tanci a scénografii. Stal se jedním z nejoblíbenějších druhů scénického umění. Je víc než jen balet. Našel v Rusku úplnost a baletní technika byla povýšena na nejvyšší stupeň virtuozity. Dosáhl tam svého skutečného vrcholu a stal se jedním z charakteristických znaků země a ruského umění. Neztratil na významu ani v letech po první světové válce, ani za sovětské nadvlády, ani když se zdálo, že politická a ekonomická situace ohrožuje samotnou existenci Velkého a Mariinského divadla (které se po Říjnové revoluci nazývalo Divadlo Státní opery a baletu, GOTOB a od roku 1934 Divadlo S.M. Kirova).

## Historie
První baletní představení v Rusku se podle I. E. Zabelina uskutečnilo o svátku maslenica 17. února 1672 na letním sídle cara Alexeje Michajloviče ve vesnici Preobraženskoje (dnes východní adminastrativní okruh Moskvy). Reitenfels (cestovatel a diplomat, rodák z Kuronska; autor knihy o Rusku) datuje toto představení na 8. únor 1675. Inscenaci baletu o Orfeovi od skladatele G. Schutze tehdy režíroval Nikolaj Lima. Před začátkem představení vystoupil na scénu herec ztvárňující Orfea a zazpíval německé verše, přeložené carovi překladatelem, ve kterých  byly vychvalovány krásné vlastnosti carovy duše. Po obou stranách Orfea byly dvě pyramidy ozdobené prapory a různobarevnými světly, které po Orfeově písni začaly tančit.

### 18. století
Za Petra I. se v Rusku objevily tance v moderním slova smyslu: byly zavedeny menuety, country tance a p. Vydal dekret, podle kterého se tanec stal hlavní součástí dvorské etikety a urozená mládež byla povinna se tanci naučit.

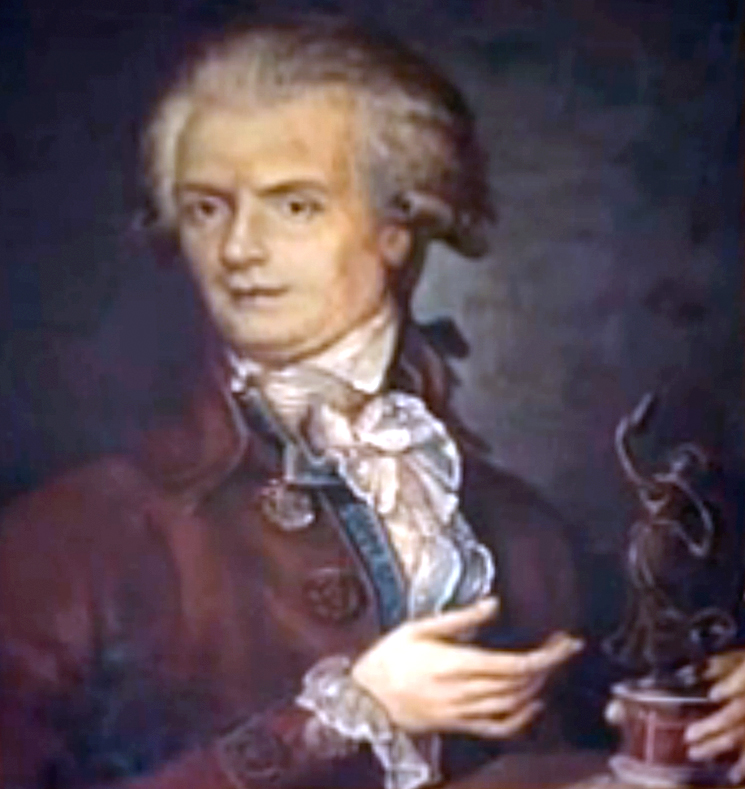
Jean-Baptiste Landé

V roce 1731 byl v Petrohradě zalořen Сухопутный шляхетный корпус (taneční šlechtický soubor), kterému bylo předurčeno stát se kolébkou ruského baletu. Vzhledem k tomu, že absolventi tohoto souboru museli v budoucnu zastávat vysoké vládní funkce a potřebovali znalost světských mravů, bylo ve sboru věnováno významné místo studiu výtvarného umění a také společenského tance. Tanečním mistren souboru byl roce 1734 francouzský tanečník Jean-Baptiste Landé, který je považován za zakladatele ruského baletního umění. V roce 1735 byl do Petrohradu pozván skladatel Francesco Araya, a od roku 1736 tam byl zván jako choreograf Antonio Rinaldi (Fossano). Nejschopnějším tanečníkem byl Николай Чоглоков (Nikolaj Čoglokov), pozdější камергер (v monarchiích vyšší hodnost u dvora – komorník).
První baletní taneční školu v Rusku otevřel francouzský taneční mistr Jean-Baptiste Landé 4. května 1738. Byla to Танцо́вальная Ея Императорского Величества школу (nyní Akademie ruského baletu pojmenovaná po A. Ya. Vaganové). Ve speciálně vybavených místnostech Zimního paláce začal Lande trénovat dvanáct ruských chlapců a dívek. Žáci se rekrutovali z dětí prostého původu. Vzdělávání na škole bylo bezplatné, žáci byli plně podporováni.
Balet v Rusku se dále rozvíjel za vlády Alžběty Petrovny. Mezi kadety zemského sboru v tanci excelovali Nikita Beketov, Pjotr Melissino, Pjotr Svistunov a Timofey Osterwald. Beketov, který se později stal Alžbětiným oblíbencem, se navíc těšil zvláštní přízni císařovny, která sama oblékala tohoto mladého muže, který dokonale plnil ženské role. V roce 1742 byl ze studentů Landeovy školy vytvořen první baletní soubor a v roce 1743 se začaly jeho členům platit honoráře. Roční rozpočet souboru, bez orchestru, byl 33 810 rublů. 1. srpna 1759, v den císařovniných jmenin a u příležitosti vítězství nad pruskými vojsky u Frankfurtu, bylo slavnostně nastudováno baletní drama «Прибежище добродетели» („Útočiště ctnosti“), které mělo obrovský úspěch.
Na konci 18. století byl balet úzce spojen s operními inscenacemi. Nevstupoval však do děje a byl uváděn o přestávkách. V roce 1766 přišel z Vídně italský tanečník, choreograf a skladatel Gasparo Angiolini, který dával baletním představením ruskou příchuť - do hudebního doprovodu baletních představení zaváděl ruské melodie. Tím všechny překvapil a získal pro sebe univerzální chválu (чем удивил всех и приобрел всеобщую себе похвалу.) Udržování baletního souboru stálo v roce 1787 40 170 rublů ročně. Ze slavných umělců té doby byli nejznámější Ivan Valberch, Vasilij Balašov, Zorina a Sofia Valbrechova.
Na počátku vlády cara Pavla I. byl balet stále v módě. Soubor stál 24110 rublů ročně. Zvláštní místo v baletních představeních zaujímaly dekorace Pietra Gonzaga. Od roku 1794 začaly inscenace prvního ruského národního baletního mistra Ivana Valbercha. Za Pavla I. byla také vydána zvláštní pravidla pro balet - bylo nařízeno, že během představení nesmí být na jevišti ani jediný muž. Role mužů tančily Evgenia Kolosová a Nastasja Berilova. To trvalo, dokud francouzský tanečník Auguste Poireau nedorazil do Petrohradu.

### 19. století

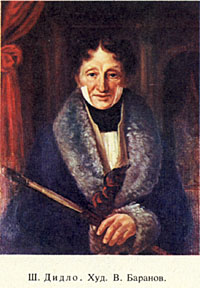
Charles-Louis Didelot, portrait de Baranov (1810)

Za vlády Alexandra I. pokračoval ruský balet ve svém rozvoji a dosáhl nových výšin.

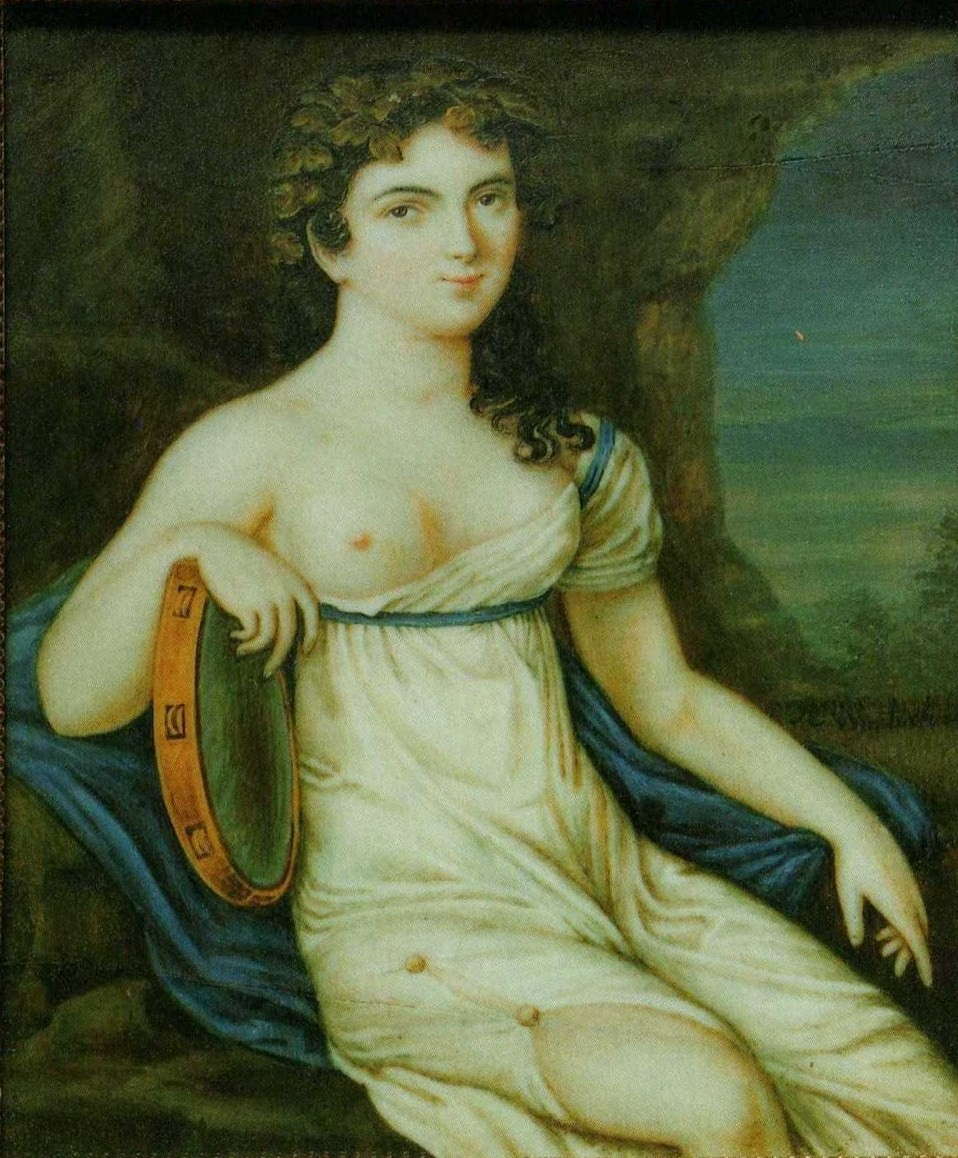
Awdotja Istomina

V roce 1801 přijel do Ruska francouzský choreograf Charles Didelot. Pod jeho vedením začali v ruském baletu zářit takoví tanečníci a tanečnice jako Maria Danilova, Awdotja Istomina, Pjotr Didier, Nikolai Golz, Jekaterina Telešova a Věra Zubova. V této době dosáhl balet v Rusku nebývalé popularity. Děržavin, Puškin a Gribojedov opěvovali balety Didelota a jeho žákyň - Istominy a Telešové.

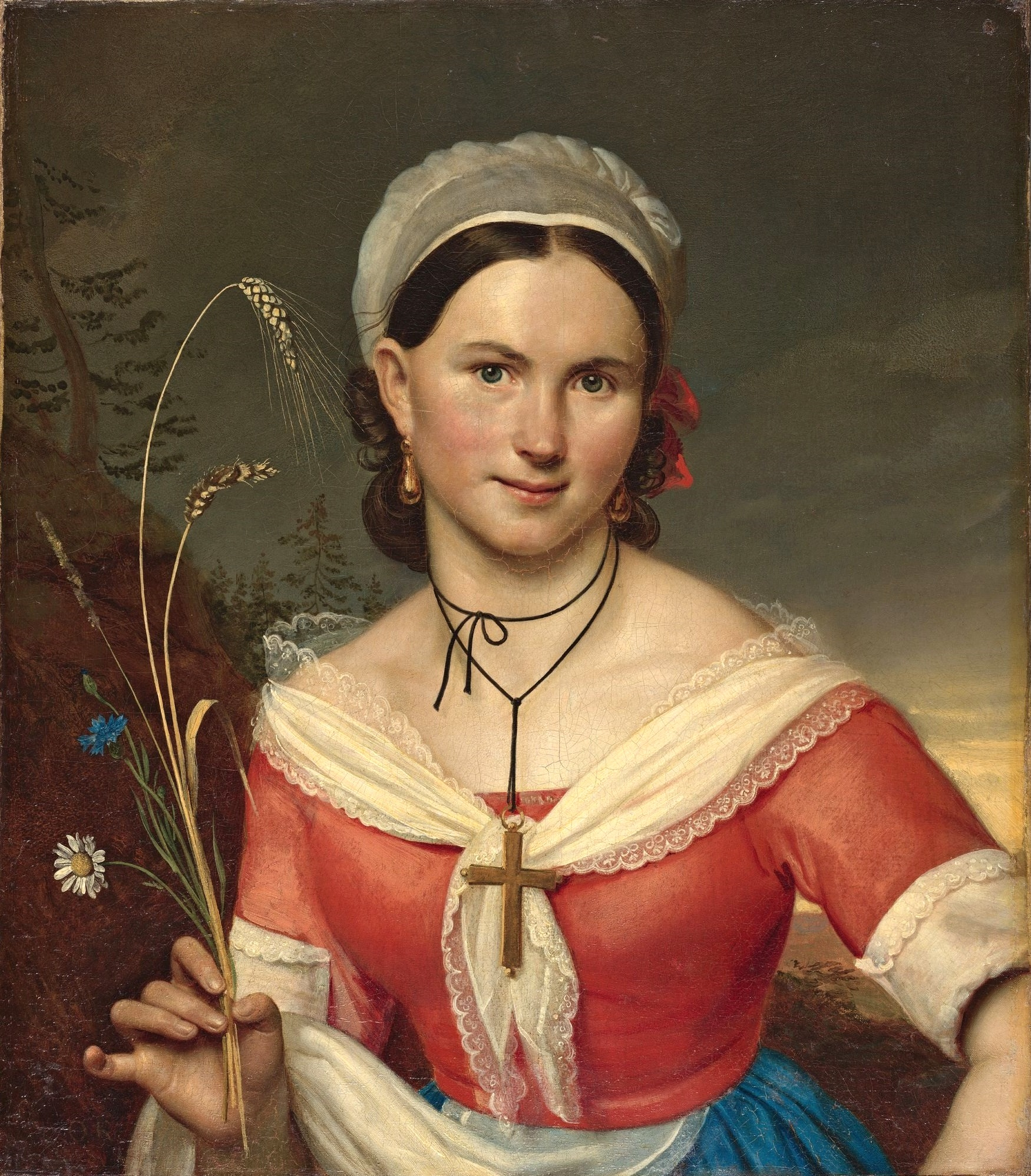
Jekaterina Telešova

Za Mikuláše I. ruský balet nadále zářil a díky Didelotovi zaujímal přední místo ve vztahu k ostatním druhům divadelního umění. Balet pohltil veškerou pozornost divadelní správy. Car baletní představení miloval a téměř nikdy jediné nevynechal. V roce 1831, po konfliktu s ředitelem divadel knížetem Gagarinem, Didelot petrohradskou scénu opustil Jeho odchod měl silný dopad na stav baletního umění.
6. září 1837 na petrohradské scéně debutovala v baletu La Sylphide hvězda evropského baletu Maria Taglioni a vzbudila radost veřejnosti. Takovou lehkost, takový půvab, tak mimořádnou techniku a mimiku ještě nikdo z tanečníků nepředvedl. S Petrohradem se rozloučila v roce 1841 když vystoupila více než dvěstěkrát.
V roce 1848 dorazila do Petrohradu rakouská tanečnice Fanny Elsler, proslulá svou grácií a mimikou.
Po ní navštívila Petrohrad rakouská tanečnice italského púůvodu Carlotta Grisi, která debutovala v roce 1851 v baletu Giselle a měla velký úspěch. V Petrohradu tančila až do roku 1853,
Francouzští a italští choreografové Auguste Poireau, Alexis Blache, Antoine Titus, Filippo Taglioni, Jules Perrot, Marius Petipa, Joseph Mazilier v této době důsledně inscenovali nádherné balety a přitahováním talentovaných umělců se snažili prosadit baletní představení, která začínala být vlivem italské opery publiku lhostejná.

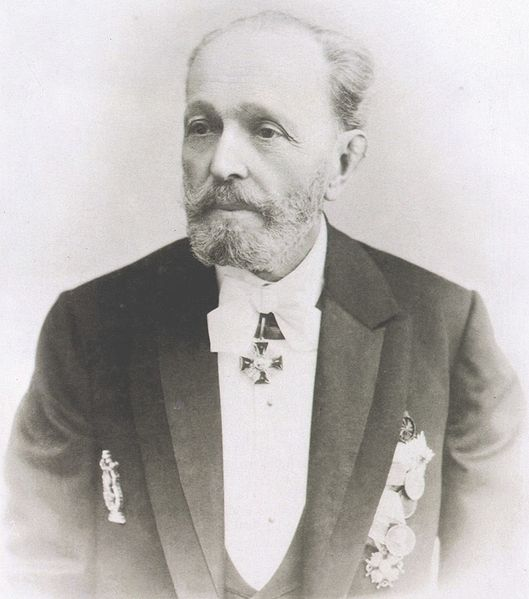
Marius Petipa, (1898)

Za vlády cara Alexandra II začíná v ruském baletu propagace domácích talentů. Baletní scénu zdobila řada talentovaných ruských tanečnic a tanečníků. Zkušenosti Mariuse Petipy umožňovaly pořádat baletní představení s nízkými finančními náklady, k jejichž úspěchu výrazně přispívaly vynikající dekorace Michaila Bočarova, Matveje Šiškova a Antonio Wagnera. V tomto období vývoje ruského baletu mají tance přednost před plasticitou a mimikou. Choreografy v tomto období byli: Jules Perrot (1849-1859), Arthur Saint-Leon (1859-1869) a Marius Petipa (1869-1903). Arthur Saint-Leon nastudoval řadu baletů na motivy ruských pohádek: «Конек-Горбунок» (Koník hrbíček
1864) a «Золотая рыбка» (Zlatá rybka (1867) a Marius Petipa u příležitosti rusko-turecké války v letech 1877-1878 nastudoval balet «Роксана» (Roxana) na slovanský námět. Za vlády Alexandra III. se v Mariinském divadle konaly balety dvakrát týdně - ve středu a v neděli. Choreografem byl stále Marius Petipa. Orchestr řídili postupně Alexej Papkov a Riccardo Drigo.
V Moskvě byl v té době choreografem španělský tanečník a pedagog, Chose Mendez,

### 20. století

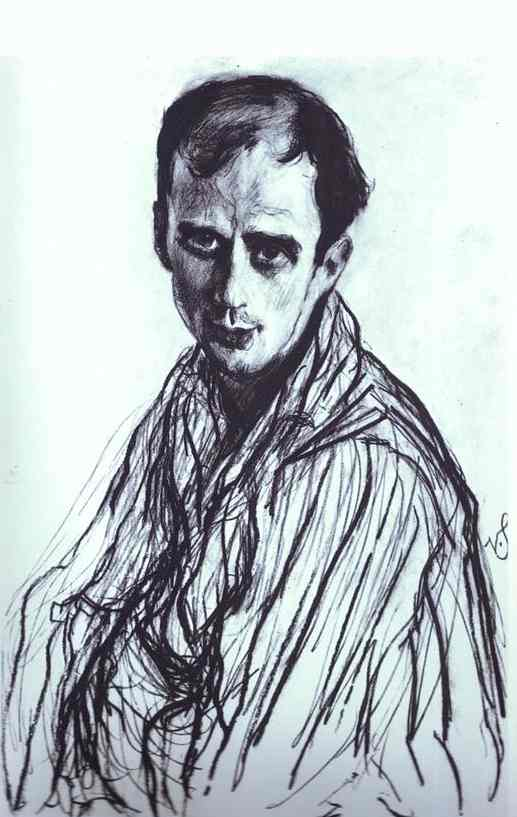
Michail Fokin (1909)

Na počátku 20. století byly nositeli akademických tradic umělci: Olga Preobraženská, Matylda Krzesiňská, Věra Trefilova, Julie Sedová, Agrippina Vaganová, Ljubov Jegorová, Nikolaj Legat, Samuel Andrianov, Maria Kožuchova, Olga Spesivceva.
Při hledání nových forem se Michail Fokin spoléhal na současné výtvarné umění. Oblíbenou jevištní formou choreografa byl jednoaktový balet se stručným dějem a s jasně vyjádřeným stylistickým zabarvením.
Michailu Fokinovi přináleží tyto balety: «Павильон Армиды», «Шопениана», 1908; «Египетские ночи», 1908; «Карнавал», 1910; «Петрушка», 1911; «Половецкие пляски» v opeře «Князь Игорь» 1909. Ve Fokinových baletech se proslavili Tamara Karsavina, Václav Nižinskij a Anna Pavlova.

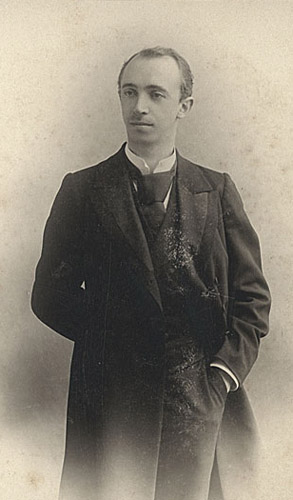
Alexander Gorsky (1906)

První dějství baletu «Дон Кихот» na hudbu Ludwiga Minkuse (podle motivů baletu M. Petipy) vzniklo ve verzi Alexandra Gorského v roce 1900.
V roce 1963 byl nastudován «Конек-Горбунок» (Koník hrbáček) od Alexandra Gorského
Dvacátá léta jsou obdobím intenzivního experimentování s formou i obsahem baletního představení. V Moskvě to byla díla Kasjana Goleizovského (1892-1970) a v Petrohradě (v roce 1924 přejmenovaném na Leningrad) různé inscenace Fjodora Lopuchova (1886-1973), včetně jeho «Величие мироздания» (Velikost vesmíru (1922) na hudbu Beethovenovy čtvrté symfonie.
Od roku 1924 uváděl Fjodor Lopuchov představení v Mariinském divadle. Jeho první inscenací byla hra «Ночь на Лысой горе», hudba Modest Musorgskij; pak v roce 1927 «Ледяная дева»; 1929 «Красный мак», spolu s Ponomarevem a Leontievem; 1931 «Болт», hudba Dmitrij Šostakovič, 1944 «Тщетная предосторожность» na hudbu P. Hertela (Leningradské Malé operní divadlo v evakuaci v Orenburgu a Leningradské divadlo opery a baletu  S. M. Kirova); 1947 – «Весенняя сказка» na hudbu B. Asafieva podle materiálů P. I. Čajkovského (Leningradské divadlo opery a baletu S. M. Kirova).
Balet «Красный мак» na hudbu R. M. Gliera, inscenovaný v roce 1927 Vasilijem Tichomirovem (1876-1956) a Lvem Lashchilinem (1888-1955) v Moskvě, sloužil jako prototyp mnoha následujících sovětských baletů: jedná se o víceaktové představení, jehož tématem jsou ušlechtilé vášně a hrdinské činy a speciálně psaná hudba je symfonického charakteru. Takové balety jako «Пламя Парижа» (1932) od Vasilije Vainonena (1901-1964) a v roce 1934 «Бахчисарайский фонтан» od Rostislava Zacharova (1907-1984) - oba s hudbou Borise Asafieva, jako v roce 1939 «Лауренсия» (hudba Alexander Krein) od Vakhtanga Čabukiani (1910-1992) a v roce 1940 «Ромео и Джульетта» od Leonida Lavrovského (1905-1967) (hudba Prokofjev), mohou sloužit jako příklad estetických principů, které byly dodržovány nejen hlavními soubory  divadla S. M. Kirova v Leningradu a Velkého divadla v Moskvě – ale také všech asi padesáti divadel, která v zemi působila. Přestože byly zachovány jednotlivé nálezy z 20. let, převládaly výkony orientované na sovětskou politickou ideologii a způsob provedení se vyznačoval plynulostí v provádění pohybů a ohebností (rysy v pažích a zádech), při současném rozvíjení vysokých skoků, akrobatických zdvihů. (například vysoké zvedání na jedné paži tanečníka) a rychlé točení, které sovětským baletům dodávalo zvláštní dramatický výraz.
Jednou z učitelek, která přispěla k rozvoji tohoto stylu, byla Agrippina Vaganová (1879-1951). Bývalá tanečnice v Mariinském divadle začala na konci své divadelní kariéry učit a vytvořila program i učebnici klasického tance.P řipravovala své studenty tak, aby mohli virtuózní technikou hrát jak velké romantické balety minulosti, tak ty nové sovětské. V celém Sovětském svazu, stejně jako ve východní Evropě, byl systém Vaganové kladen jako základ pro výcvik.
Diváci v západní Evropě a Spojených státech prakticky neznali sovětský balet až do poloviny 50. let, kdy se baletní soubory divadla Kirov a Velkého divadla poprvé vydaly na turné na Západ. Zájem o něj vzbudila úžasná zručnost baletek Velkého divadla Galiny Ulanové (1910-1998), která s pronikavou lyrikou zprostředkovala pocity Giselle a Julie, a Maji Plisecké, která ohromila  svou brilantní technikou v roli Odetty a Odilie v Labutím jezeře. Zatímco Velké divadlo ztělesňovalo nejpozoruhodnější rysy sovětského stylu, klasická čistota tanečníků Kirovského divadla našla výraz u umělců jako Natalja Dudinskaja a Konstantin Sergejev, kteří přispěli k oživení tradice Petipy. V roce 1961 Nurejev, jeden z předních tanečníků Kirovova divadla, zůstal na Západě během turné souboru po Francii. Totéž udělali další dva významní umělci téhož divadla - Natalia Makarova a Michail Baryšnikov (Makarova - v Londýně v roce 1970, Baryšnikov - v Kanadě v roce 1974).
Rozpad Sovětského svazu v roce 1991 a následná hospodářská krize přinesly baletním souborům, které do té doby štědře dotoval stát, obrovské útrapy. Mnoho tanečníků a učitelů opustilo zemi, aby se usadili v USA, Anglii, Německu a dalších západních zemích.